# Ballymote (County Sligo)
Ballymote (irisch Baile an Mhóta) ist eine Stadt im County Sligo in Irland. Bei der Volkszählung 2022 hatte sie 1711 Einwohner.

## Geschichte
Die Stadt entstand um das im Jahr 1300 von Richard de Burgh erbaute Ballymote Castle. Dieses war wahrscheinlich die größte Anlage in Connacht.

## Verkehrsanbindung
Ballymote liegt an der Bahnlinie von Dublin nach Sligo und wird mehrmals am Tag von Zügen angefahren.
Die staatliche Busgesellschaft Bus Éireann bedient den Ort nur an wenigen Tagen in der Woche,
Die Regionalstraßen R293, R295 und R296 führen durch den Ort.

## Sehenswürdigkeiten
- Ballymote Castle liegt nahe dem Ortszentrum.
- 6 km südöstlich liegen die Keshcorran Caves.
- Etwa 10 km südöstlich liegt Carrowkeel, ein weitläufiger neolithischer Komplex.

## Persönlichkeiten
- Eugene Gilhawley (1910–1987), Politiker
- Eamon Scanlon (* 1954), Politiker
- John Perry (* 1956), Politiker